# Référendum algérien de septembre 1962
Le référendum algérien du 20 septembre 1962 est destiné à approuver les pouvoirs, la durée, et la composition de l'assemblée nationale au moyen d'une question unique. Il s'agit notamment de conférer à cette assemblée des pouvoirs constituants. 
Le référendum est d'abord annoncé pour le 12 août, puis reporté au 2 septembre, puis reporté sine die avant d'être finalement organisé le 20 septembre. La question posée est « Voulez-vous que l'Assemblée élue ce jour soit constituante conformément au projet de loi annexe à l'ordonnance n° 62-011 du 17 juillet 1962 relatif aux attributions et à la durée des pouvoirs de l'Assemblée nationale ? ».
Les résultats du référendum et des élections sont publiés au Journal officiel du 26 octobre 1962. La population vote en faveur du projet à une écrasante majorité de 99,65 %.

## Contexte

### Indépendance de l'Algérie
Le « oui » l'emporte par 99,72 % des suffrages exprimés. Le président de la République française Charles de Gaulle déclare le 3 juillet la reconnaissance de l'indépendance de l'Algérie par la France, et celle-ci est proclamée en Algérie le 5 juillet 1962, pour coïncider avec la date du traité de capitulation du Dey Hussein en 1830.
Le président du gouvernement provisoire de la République algérienne Benyoucef Benkhedda est accueilli par la population algéroise en liesse le 3 juillet 1962, jour de la reconnaissance officielle de l’indépendance de l’Algérie par la France.

### Prise de pouvoir d'Ahmed Ben Bella
Après l'indépendance de l'Algérie, lors de la crise de l'été 1962, Ahmed Ben Bella décide de renverser le gouvernement provisoire de la République algérienne dirigé par Benyoucef Benkhedda. Ben Bella est soutenu par l'armée des frontières, les wilayas I (Aurès), V (Oranie) et VI (Sahara), tandis que les wilayas II (Constantinois), III (Kabylie), IV (Centre du pays), et VII (fédération de France du FLN) font allégeance au GPRA.
Le 22 juillet, Ben Bella installe un bureau politique provisoire, qu'il dirige, et qui se déclare chargé des affaires étatiques. Le 25 juillet, le Bureau politique prend Constantine. Celui-ci est installé le 4 août, et Benyoucef Benkhedda lui transmet ses pouvoirs. Benkhedda se propose sans succès comme médiateur entre le bureau politique et les factions dissidentes, mais sa proposition est rejetée par le premier.
Seuls la Kabylie et l'Algérois échappent encore au contrôle du Bureau politique. Le 29 août, Yacef Saâdi attaque les forces de la wilaya IV puis le lendemain le Bureau politique ordonne à ses troupes de prendre Alger. Les affrontements font au moins un millier de morts.
L'armée des frontières, avec à sa tête Boumédiène, entre dans Alger le 9 septembre 1962, entraînant une intensification des tractations politiques pour renverser les alliances au profit de Ben Bella. Battue militairement, l'instance civile, le GPRA, capitule sans condition. C'est le « clan d'Oujda » qui obtient le pouvoir en Algérie. Sa nature est clairement politico-militaire même si, sous l'effet de la pression de la rue, un semblant de consensus politique a été réalisé par l'intégration de quelques opposants, comme Ferhat Abbas. Sur le fond, la victoire de Ben Bella et de l'armée des frontières entérine la mainmise du pouvoir militaire, et notamment de l'état-major de l'armée des frontières, sur le pouvoir civil. Seule la Kabylie échappe au contrôle de Ben Bella.

## Résultats
|                           |           |       |        |  |  |  |  |  |  |
| Choix                     | Voix      | %     | Sièges |  |  |  |  |  |  |
| Pour                      | 5 267 324 | 99,65 | 196    |  |  |  |  |  |  |
| Contre                    | 18 680    | 0,35  | –      |  |  |  |  |  |  |
|                           |           |       |        |  |  |  |  |  |  |
| Votes valides             | 5 286 004 | 99,69 |        |  |  |  |  |  |  |
| Votes blancs et invalides | 16 290    | 0,21  |        |  |  |  |  |  |  |
| Total                     | 5 302 294 | 100   | 196    |  |  |  |  |  |  |
| Abstention                | 1 026 121 | 16,22 |        |  |  |  |  |  |  |
| Inscrits/Participation    | 6 328 415 | 83,78 |        |  |  |  |  |  |  |

## Analyse
La proposition soumise à référendum est adoptée avec environ 99 % des voix. et donc l'ensemble des sièges à pourvoir.
Parmi les députés élus figurent plusieurs personnalités importantes de l'histoire de l'Algérie indépendante, dont Ferhat Abbas, qui sera élu président de l'Assemblée constituante, et trois futurs chefs de l'État, Ahmed Ben Bella (1962-1965), Mohamed Boudiaf (1992) et Abdelaziz Bouteflika (1999-2019).  
D'autres personnalités importantes sont élues dont Hocine Aït Ahmed, Abderrahmane Farès, Ahmed Francis, Évelyne Paule Lavalette.
Ben Bella, lui est rentré à Alger et s'installe à la villa Joly, l'Assemblée nationale constituante l'investit le 27 septembre 1962, par 159 voix sur 179 votants. Il devient ainsi le président du Conseil. Abderrahmane Farès transmet ses pouvoirs à l'assemblée constituante le 25 septembre 1962 et au gouvernement Ben Bella le 2 octobre 1962. Mohamed Khider devient secrétaire général du FLN.